# 加羅林人
加羅林人（Carolinian）是分布於密克羅尼西亞群島上加羅林群島的南島民族，人口8500人，主要說加羅林語，稱為Refaluwasch。他們的祖先可能在2000多年前原本從亞洲和印度尼西亞移民到密克羅尼西亞。他們加羅林人有一個家長式的社會，尊重是他們日常生活中非常重要的一個因素，是母系社會，女性在日常生活有重要地位。他們在19世紀初第一次與西班牙人接觸，多數人改信天主教，他們比查莫羅人膚色更深。

## 民族分布、人口與語言

### 民族分布
主要分布於密克羅尼西亞聯邦（Micronesia, Federated States），以及北馬里亞納群島（Northern Mariana Islands），約佔96％。另外，分布於美國（United States），約佔4％。

### 人口
加羅林人（Carolinian People），目前估計於全世界之人口約有5000人。居住於密克羅尼西亞聯邦（Micronesia, Federated States）約有2700人。居住於北馬里亞納群島（Northern Mariana Islands）約有2100人。居住於美國（United States）約有200人。

### 語言
加羅林語是加羅林群島的一種南島語言，英文是官方語言。根據ELCat，加羅林語是一種受威脅的語言，但可用的數據很少。世界上約有3,100名母語人士。加羅林語與薩塔瓦爾人具有95％的詞彙相似性，與沃利亞語和普盧瓦特語有88％相似; 81％與Mortlockese ; 78％與Chuukese，74％與Ulithian。
北馬里亞納斯聯邦在日本東南部約1,300英里處的太平洋島嶼中連續14個島嶼。總土地面積只有183.5平方英里，部分島嶼還沒有人口，人口約15,000人，4000 人為加羅林人，共約有2萬人。大多數加羅林人生活在塞班島，是為最大的島嶼。據報導，阿格里甘語根本就是由加羅林人所說的語言。 
加羅林語通常被稱為塞班卡羅爾語，由加羅林州語言連續體中的幾種語言誕生，由於西加羅林州環流一世紀，到1815年被塞班島北部的馬里亞納島遷移。此語言主要由加羅林人說，加羅林語是與Satawalese，Woleaian和Puluwatese語言最密切相關的方言。二戰以來，加羅林語在面對英語方面仍在迅速變化，主要是密克羅尼西亞地域的部分。在塞班島，只有一小部分的卡羅萊納州兒童可以自信地說出傳統的加羅林語。

## 地理環境
加羅林群島係屬於太平洋西部島群。位於北緯1°～10°，東經137°29′～163°。由雅浦島、特魯克群島、波納佩島、帛琉群島等900多個島嶼組成，陸地面積1161.3平方千米。人口約9萬，主要為密克羅尼西亞人。方言較多，屬密克羅尼西亞語系，官方通用英語。居民信奉基督教。1979年5月成立密克羅尼西亞聯邦，行政中心為波納佩島北部的科洛尼亞。第一次世界大戰前，曾被德國佔領，戰後成為日本委任統治地。第二次世界大戰後，改為美國託管地。1979年5月11日雅浦、特魯克、波納佩和科斯雷四個區成立密克羅尼西亞聯邦。帛琉群島於1994年10月1日獨立，改名帛琉共和國。

## 歷史沿革

### 早期歷史
加羅林島的第一批居民是來自台灣的南島人。之後，當查莫羅人佔領加羅林島時時，加羅林人搬到了塞班島； 然而，塞班島在1815年被加羅林人放棄了。當時因為西班牙人，加羅林人有一個未受干擾的邊界。1752年，歐洲人開始住在加羅林群島。之後，在1795年至1797年間，一名西班牙官員，唐·路易斯·托雷斯（Don Luis de Torres）開始研究加羅林島。在十八世紀八十年代，他有兩次以上飛往菲律賓，四次到關島的航行，同時也傳播了大量關於加羅林文化和語言的信息。

### 歷史悠久
在十五世紀五十年代後，來自薩塔瓦爾環礁（Satawal）以東的環礁之移民移入北馬里亞納群島時，北馬里亞納群島的加羅林人的人口開始發生巨大變化。此外，從1865年到1868年，一名英國企業家，約翰遜·約翰遜在十九世紀中時，搬到了約一千五百名加羅林人的馬里亞納斯，有助於他在關島，羅塔和天寧島的種植園研究，也益助了此地加羅林人口之成長。以上這些人口數據，包括來自Pollan的加羅林人口數據是不確定的。
當美國人在1898年接管關島時，瑪麗亞·克里斯蒂娜村的加羅林人仍然在那裡。此外，美國人試圖要求關島的加羅林人給予他們習慣的裝扮，但加羅林人仍穿著他們的衣服。幾乎所有導致塞班島人口居住的遷移事件發生在1911年。此外，約1905年以後，任何航程都沒有記錄。1905年和1907年期間，大量加羅林人移居到塞班島，是為最大的遷移事件。
現今，北塞浦路斯南部和南部的塞班人已經遍及塞班人口稠密的地區，包括由政府在東岸建造的新的卡格曼宅基地。塞班島的加羅林人在20世紀70年代開始重新與其外島的根源重新聯繫。第一個是，導航員在1969年經過60年或70年的時間，從外島到塞班島的航行。塞班加羅林人正處於美國的壓力之下，全球影響力在新的政治現實中意味著他們的 無線電，印刷品以及電視機，視頻播放器，視頻遊戲到幾乎每個加羅林州的家庭的影響，確保至今永不會消退。儘管如此，加羅林語言和文化的一些真實和根深蒂固的方面將來會持續很長時間，但新的安排將對語言產生巨大的影響。仍然保留母語的真正興趣。然而，現實與人們的計劃不同。

## 社會、家庭與婚姻
加羅林人的社會是為一個家長式、男性至上的社會，「尊重」在他們日常生活中係為不可或缺的一部分。首先，當與他們的兄弟和其他男性親戚交談時，加羅林婦女必須使用準確的詞語。另外，一個女人應該尊重她的兄弟或男性親戚的另一種方法，就是當兄弟坐著時，她必須起身做事，而在走過他的時候，必須彎腰，頭不應該比男人高。這是加羅林文化中的常態。另外，當女人走路時，從兄弟面前通過不是很好，而應該繞過他們的背後。
其次，在加羅林文化中，男女之間不能分享菜餚。男性使用的菜餚不得由女性食用，除了男人的母親之外，這是他們的習俗。此外，女性的臥室受到限制。例如，兄弟和男性親戚不得進入姐妹或女性親戚的臥室。女孩應該小心他們的個人的東西，如內衣，兄弟們不應該看到，洗衣服後，應該把它們掛在別的地方晾乾。女性不能拍她的哥哥及觸摸他的臉。加羅林島上的許多人現今仍然使用這些的方式來表達尊重。
另外，一旦女孩有了初經時，她將被安置在一個加羅林外島的特定的房子裡，在那裡被祖母或老婦人照顧，在她的臉上著色，讓整個社區都知道她已經不再是小女孩了。在塞班島，在第二次世界大戰期間停止了這項安置於特定的房子以及在臉上著色的做法。
最後，年紀較大的男性受到的尊重更多。例如，年紀較小的男子不得在會議上發表意見，除非他們被老年人邀請參加。年輕的男人應該尊重老年男子，並保持安靜。通常有一個世界領袖並受到尊重，他的決定就是該被遵循的。另外，丈夫必須尊重他妻子的兄弟和男性親戚。當他們需要的時候必須幫助他們，如丈夫要和妻子做愛，他應該幫助她的兄弟；他應該盡全力使他們的計劃符合預期。例如，當他們需要車，他應該讓他們使用。

## 信仰與節日
加羅林人信仰羅馬天主教。